# Kick IIII
Kick IIII — сьомий студійний альбом венесуельської продюсерки та співачки Арки. Реліз альбому був запланований на 3 грудня 2021 року, але вийшов раніше, 2 грудня 2021 року, на лейблі XL Recordings як продовження її альбому Kick III 2021 року, і є четвертим у квінтеті Kick. Kick IIII був підтриманий супровідним синглом «Queer» за участю Planningtorock. У записі альбому взяли участь віолончеліст Олівер Коутс, фронтвумен гурту Garbage Шерлі Менсон, Planningtorock. Продакшн виконав музичний продюсер Cardopusher.

## Передумови
Після виходу Kick I з'явилася новина, що Арка випустить ще два альбоми Kick, щоб створити трилогію. Артиска звернулася до Pitchfork, щоб розповісти про це: «Буде чотири томи. Третій буде трохи більш інтровертним, ніж Kick I, я думаю, трохи більше схожим на мій однойменний альбом. Четвертий — лише фортепіано, без вокалу. Наразі, як не дивно, найменш визначеним є третій. Це все зараз у стадії дозрівання […] Кожен Kick існує у своєрідному квантовому стані до того дня, коли я відправляю його на мастеринг. Я намагаюся не брати на себе зобов'язань, поки це не станеться. Але у мене є бачення щодо цього. Другий важкий на бекбіти, вокальні маніпуляції, манію і божевілля.»
Наступного року Арка випустила мініальбом Madre і з'явилась у ремікс-альбомі Леді Гаги Dawn of Chromatica, де зробила ремікс на спільну пісню Аріани Ґранде і Гаги — «Rain on Me». Розповідаючи про пісню в соціальних мережах, Арка заявила: «Це також останній раз, коли я грайливо деконструюю свої пісні „Time“ і „Mequetrefe“, оскільки ми прощаємося з епохою Kick I і переходимо в епоху Kick II і далі». Kick IIII був анонсований 18 листопада, одночасно з виходом першого синглу «Queer» з вокалом від англійської музикантки Planningtorock. Арка описала альбом як «введення чуттєвого заряду в цикл; моя власна віра, перетворена на пісню, постлюдський небесний блиск, психосексуальна модуляція ширини імпульсу, збочення порожнечі, безодня, алхімічно перетворена на деконструкцію прекрасного, це цілюще заклинання, розпізнавання чужого всередині, розрив старої шкіри, свіжі нові сухожилля, що пульсують назовні від биття серцевини, перший пренатальний доказ того, що існує розум, який має волю, непідвладну контролю з боку творців, що виражає себе зсередини утроби матері.»

## Відгуки
На сайті Metacritic Kick IIII отримав 77 балів зі 100 можливих на основі рецензій 13 критиків, що свідчить про "загалом схвальні відгуки".

## Track listing
| #     | Назва                                   | Автор                | Тривалість |
| ----- | --------------------------------------- | -------------------- | ---------- |
| 1.    | «Whoresong»                             |                      | 2:14       |
| 2.    | «Esuna» (featuring Oliver Coates)       | Ghersi Oliver Coates | 2:19       |
| 3.    | «Xenomorphgirl»                         |                      | 2:55       |
| 4.    | «Queer» (featuring Planningtorock)      |                      | 3:30       |
| 5.    | «Witch» (featuring No Bra)              |                      | 3:32       |
| 6.    | «Hija»                                  |                      | 2:45       |
| 7.    | «Boquifloja»                            |                      | 5:22       |
| 8.    | «Alien Inside» (featuring Шерлі Менсон) |                      | 2:04       |
| 9.    | «Altar»                                 |                      | 3:37       |
| 10.   | «Lost Woman Found»                      |                      | 4:12       |
| 11.   | «Paw»                                   |                      | 4:08       |
| 36:38 |                                         |                      |            |